# Piano jazz

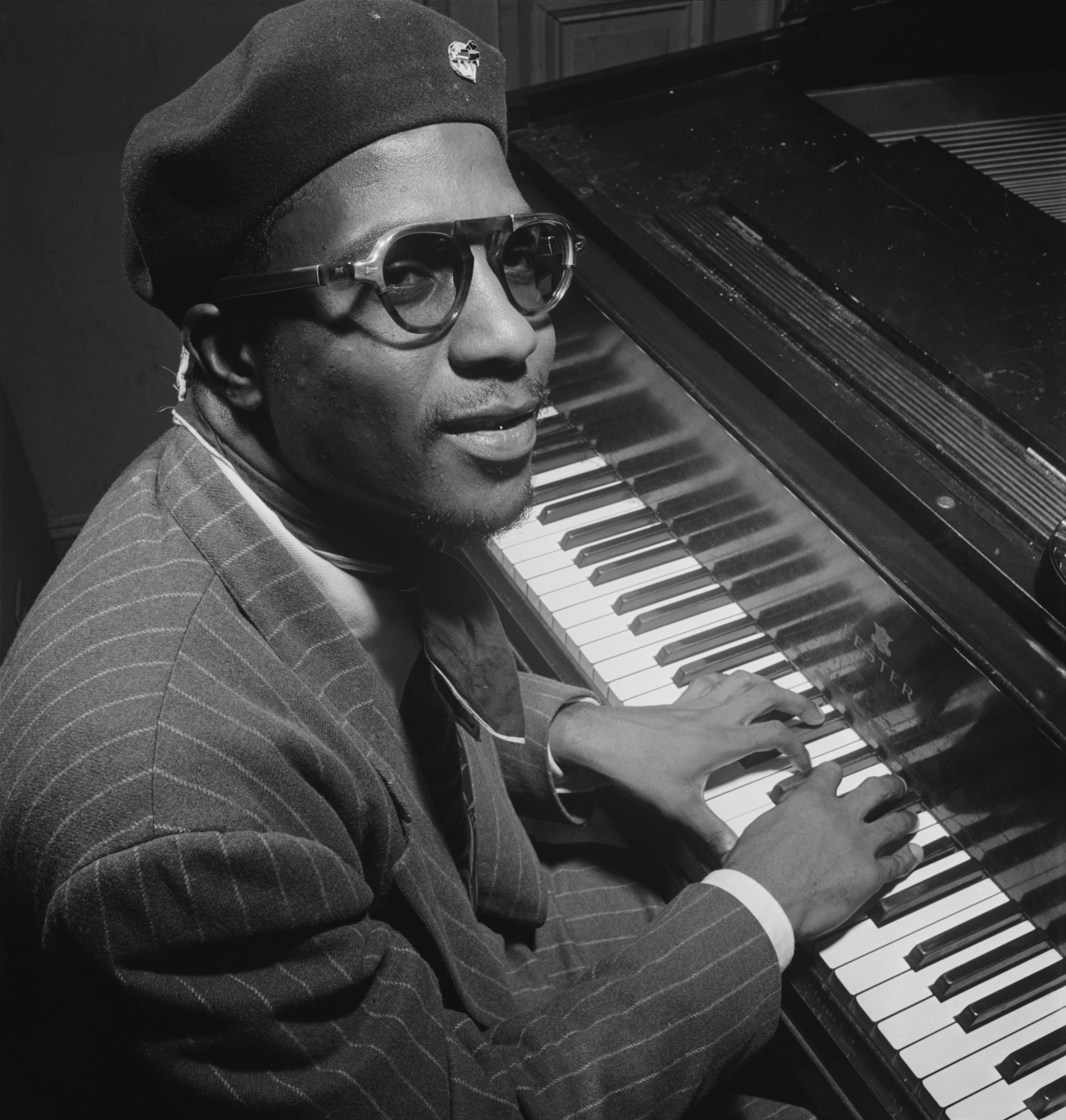
Thelonius Monk, virtuós del piano que excel·lí en l'ús de dissonàncies, al 1947.

Piano jazz és un conjunt de tècniques pianístiques utilitzades per tocar jazz. El piano és part integral de l'idioma jazzístic, tant com a solista com a part de conjunts. El seu paper polifacètic és degut, en gran part, a la combinació de capacitats melòdiques i harmòniques de l'instrument. Per aquest motiu, és una eina important per als músics i compositors de jazz, per ensenyar i aprendre teoria jazzística i arranjament de conjunts. Per extensió l'expressió “piano jazz” es refereix també a tècniques similars en qualsevol instrument de teclat.
Juntament amb la guitarra jazz, el vibràfon, i altres instruments de teclat, el piano és un dels instruments que en un conjunt de jazz que pot tocar tant melodies com acords, a diferència del saxòfon o la trompeta que només poden interpretar melodies.

## Tècnica
Aprendre els diferents tipus d'acords - de simples a complexos - constitueix el fonament per aprendre piano jazz. La tècnica de piano jazz utilitza tots els acords que es troben a la música clàssica occidental, com ara els majors, menors, augmentats, disminuïts, de sèptima, quarta suspesa, per exemple. Una segona habilitat clau és aprendre a tocar seguint un ritme de swing. El següent pas és la improvisació: "anar's-ho inventant" sobre la marxa. Aquesta habilitat es perfecciona amb una experiència llarga, incloent-hi molta pràctica, que internalitza les habilitats físiques de tocar, i requereix una important oïda natural per tocar extemporàniament.
La tècnica del piano jazz i el mateix instrument ofereixen als solistes un ampli ventall d'opcions. Hom pot tocar en el registre greu un patró en "ostinato", com ara en el bugui-bugui, o com a contra-línia melòdica que imiti el "caminar" d'un contrabaix. En el "piano stride" la mà esquerra toca posicions alternades entre notes de manera ràpida en el registre greu i acords en el registre tenor, com es fa tot sovint en les variants sincopades. La mà dreta pot tocar línies melòdiques, però també pot tocar contingut harmònic, en acords o en octaves. També pot tocar lligada a la mà esquerra, utilitzant "acords bloquejats" en una doble melodia, anomenat registre de "mà bloquejada", o en registre Shearing, tècnica que va ser popularitzada, tot i que no inventada, pel pianista i líder de conjunt George Shearing.
El piano jazz ha tingut un paper preponderant en el desenvolupament del so del jazz. En els seus inicis els músics negres de jazz componien ragtimes al piano. A mesura que el gènere va anar progressant el piano s'acostumava a ocupar de la secció rítmica de la banda, que habitualment es componia d'un o més pianos, guitarra, baix o bateria, o, fins i tot, d'altres instruments, com el vibràfon.
Amb el pas del temps, l'acompanyament pianístic en conjunts musicals, i posteriorment bandes, va canviar de dur bàsicament el tempo (tractant-se de figures repetitives per a la mà esquerra) a anar tenint un paper més flexible. Finalment, els pianistes virtuosos tenien llibertat tant per liderar com per respondre a l'instrument solista, utilitzant fragments curts o sostinguts, d'acords o melòdics, en la tècnica coneguda com a "comping". Els bons músics de "comping" eren capaços de tocar diferents registres d'acords, per tal d'adaptar-se als diferents estats d'ànim que cada solista buscava. Als inicis no tots els pianistes líders es concentraven en proporcionar "comping". D'altres (destacant-ne Duke Ellington, que va assolir la fama durant el Renaixement de Harlem al Cotton Club) varen assolir un lloc destacat entre els membres de les seves bandes, així com entre altres músics perquè feien "comping" de manera entusiàstica com a suport per al solista, i varen fer molt per desenvolupar la tècnica.
El piano jazz es va anar allunyant de tocar la melodia principal per acostar-se a proporcionar les bases per a conjunts de cançons. Tant és així, que aviat els pianistes de jazz més hàbils varen començar a tocar com a solistes. Als anys 40 i 50 van sorgir un bon nombre de grans pianistes. Pianistes com ara Thelonius Monk i Bud Powell varen ajudar a establir el so del "bebop". Wynton Kelly, Red Garland i Herbie Hancock van ser tres pianistes excepcionals que varen tocar amb Miles Davis. Tommy Flanagan va aparèixer, amb un solo frustrat, en l'exitós i revolucionari àlbum de John Coltrane "Giant steps".